# Canton de Marie-Galante
Le canton de Marie-Galante est une circonscription électorale française située dans le département et région de la Guadeloupe.

## Histoire
Un nouveau découpage territorial de la Guadeloupe entre en vigueur à l'occasion des premières élections départementales suivant le décret du 24 février 2014. Les conseillers départementaux sont, à compter de ces élections, élus au scrutin majoritaire binominal mixte. Les électeurs de chaque canton élisent au Conseil départemental, nouvelle appellation du Conseil général, deux membres de sexe différent, qui se présentent en binôme de candidats. Les conseillers départementaux sont élus pour 6 ans au scrutin binominal majoritaire à deux tours, l'accès au second tour nécessitant 12,5 % des inscrits au 1er tour. En outre la totalité des conseillers départementaux est renouvelée. Ce nouveau mode de scrutin nécessite un redécoupage des cantons dont le nombre est divisé par deux avec arrondi à l'unité impaire supérieure si ce nombre n'est pas entier impair, assorti de conditions de seuils minimaux. Dans la Guadeloupe, le nombre de cantons passe ainsi de 40 à 21.
Le nouveau canton de Marie-Galante est formé de trois communes, issues des anciens cantons de Capesterre-de-Marie-Galante (1 commune), de Grand-Bourg (1 commune) et de Saint-Louis (1 commune). Il est entièrement inclus dans l'arrondissement de Pointe-à-Pitre. Le bureau centralisateur est situé à Grand-Bourg.

## Représentation
| Période élective | Période élective | Mandat | Mandat   | Identité         | Nuance | Nuance | Qualité                                                              |
| ---------------- | ---------------- | ------ | -------- | ---------------- | ------ | ------ | -------------------------------------------------------------------- |
| 2015             | 2021             | 2015   | 2021     | Maryse Etzol     |        | PS     | Médecin gériatre Maire de Grand-Bourg Ancienne conseillère régionale |
| 2015             | 2021             | 2015   | 2021     | Marthyr Nagau    |        | PS     | Chef d'entreprise à Saint-Louis                                      |
| 2021             | 2028             | 2021   | en cours | Maryse Etzol     |        | PS     | Conseillère sortante                                                 |
| 2021             | 2028             | 2021   | en cours | Jean-Claude Maes |        | PS     | Fonctionnaire, maire de Capesterre-de-Marie-Galante                  |

### Résultats détaillés

#### Élections de mars 2015
Lors des élections départementales de 2015, le binôme composé de Maryse Etzol et Marthyr Nagau (PS) est élu au premier tour avec 66,30 % des voix. Le taux de participation est de 48,55 % (5 713 votants sur 11 767 inscrits) contre 44,45 % au niveau départemental et 50,17 % au niveau national.

#### Élections de juin 2021
Le premier tour des élections départementales de 2021 est marqué par un très faible taux de participation (33,26 % au niveau national). Dans le canton de Marie-Galante, ce taux de participation est de 38,98 % (4 226 votants sur 10 841 inscrits) contre 30,59 % au niveau départemental. À l'issue de ce premier tour, deux binômes sont en ballottage : Maryse Etzol et Jean-Claude Maes (DVG, 47 %) et Betty Besry et François Navis (Divers, 39,96 %).
Le second tour des élections est marqué une nouvelle fois par une abstention massive équivalente au premier tour. Les taux de participation sont de 34,36 % au niveau national, 37,59 % dans le département et 49,96 % dans le canton de Marie-Galante. Maryse Etzol et Jean-Claude Maes (DVG) sont élus avec 51,6 % des suffrages exprimés (2 628 voix pour 5 403 votants et 10 815 inscrits),,.

## Composition
Le canton de Marie-Galante comprend trois communes entières.
| Nom                                 | Code Insee | Intercommunalité    | Superficie (km2) | Population (dernière pop. légale) | Densité (hab./km2) | Modifier                                    |
| ----------------------------------- | ---------- | ------------------- | ---------------- | --------------------------------- | ------------------ | ------------------------------------------- |
| Grand-Bourg (bureau centralisateur) | 97112      | CC de Marie-Galante | 55,54            | 4 678 (2022)                      | 84                 | modifier les données · modifier les données |
| Capesterre-de-Marie-Galante         | 97108      | CC de Marie-Galante | 46,19            | 3 150 (2022)                      | 68                 | modifier les données · modifier les données |
| Saint-Louis                         | 97126      | CC de Marie-Galante | 56,28            | 2 594 (2022)                      | 46                 | modifier les données · modifier les données |
| Canton de Marie-Galante             | 97110      |                     | 158,01           | 10 422 (2022)                     | 66                 | modifier les données                        |

## Démographie
En 2022, le canton comptait 10 422 habitants, en évolution de −4,09 % par rapport à 2016 (Guadeloupe : −2,67 %, France hors Mayotte : +2,11 %).
| 2013   | 2018   | 2022   |
| ------ | ------ | ------ |
| 11 173 | 10 655 | 10 422 |